# Булгаков, Михаил Юрьевич
Михаи́л Ю́рьевич Булга́ков (12 октября 1951, Курск — 3 августа 1984, Москва) — советский футболист, полузащитник. Мастер спорта СССР (1971).

## Биография
Начинал карьеру в курских «Трудовых резервах», в 1970—1979 годах играл за московский «Спартак», завершал карьеру в «Кайрате», самаркандском «Динамо» и «Красной Пресне». Привлекался к играм за олимпийскую сборную СССР.
Последние годы жизни чувствовал себя неустроенным, испытывал ряд сложностей со здоровьем (психическое расстройство) и личной жизнью (ушёл от жены Галины и двух дочерей). После неудачной попытки восстановить отношения с женой покончил с собой в 1984 году, выбросившись из окна 11 этажа. Похоронен на Митинском кладбище (138 уч).

## Достижения
- Чемпион СССР: 1979
- Обладатель кубка СССР: 1971